# Boheden
Boheden (Fins: Puuhaija) is een dorp binnen de Zweedse gemeente Överkalix.
Het dorp is gelegen op de oostoever van het Djupträsket aan een doodlopende weg. ‘s Zomers is er een veer naar de overkant aansluitend op een weg richting Brännaberget; ’s winters wordt er een 4 kilometer lange ijsweg aangegeven.
Bestuurscentrum: Överkalix (tätort)
Tätort: Vännäsberget · Svartbyn · Tallvik
Småort: Alsån · Boheden · Gyljen · Hedensbyn · Jockfall · Lansjärv · Norra Tallvik · Nybyn
Overig: Grelsbyn · Kälvudden · Lomträsk · Räktjärv · Rödupp